# 台湾民政府

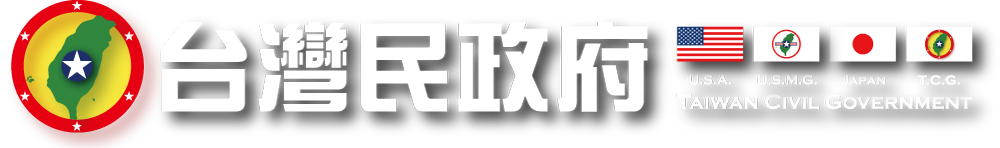
ロゴマーク

台湾民政府（たいわんみんせいふ）とは、台湾桃園市に拠点を構える団体であり、台湾と日本の統合を目標として掲げる団体である。

## 概要
実業家として教育事業を経営していた中国大陸（中華人民共和国）で一時拘留され、台湾に帰国して政治家に転身した林志昇が2008年2月に設立。
第二次世界大戦終戦時の台湾の立ち位置は沖縄と同じアメリカ合衆国占領下の大日本帝国であるとする。このため台湾人は日本人であるとする。サンフランシスコ平和条約では日本は台湾の権利を放棄したのみであり、主権はいまだに日本にあるとする。将来的には天皇の台湾の日本連邦の一国という形で独立し、その後に国際連合に加入するということを目的としている。

## 活動
2017年5月4日には、ワシントンでポリティコと「Politicco Playbook Powerlist Reception」を共催。ここでは100人を超える台湾人の代表団が、台湾の自決についての会合を行った。
台湾民政府は発足以来、自らが発行する身分証や自動車のナンバープレートや車検証などを販売していた。そして同政府の身分証があればアメリカ合衆国にビザなしで入国できるとしていたが、窓口機関である米国在台湾協会が否定していた。2018年5月10日、桃園地検はマルチ商法まがいで資金集めしているとして台湾民政府中央会館や幹部7人の自宅を家宅捜索した。
毎年8月15日には、台湾民政府は集団で靖国神社に参拝している。

### 洪素珠事件
メンバーの女洪素珠が引き起こした騒動。市民ジャーナリストを自称するメンバーがインタビュー動画で高齢の退役軍人に対し「中国の難民は帰れ」と罵倒した事により炎上。団体の事務所に卵が投げつけられるなどの抗議が起こった他、政治家などが非難の言葉を出すなどが起きた。

### 巨額詐欺事件
反中主義者、台湾独立主義者、親日主義者らから約7.1億台湾ドルを騙し取った巨額詐欺事件である。
台湾民政府が2016年の総統選前に米軍から台湾の移管が行われると騙していたのが予定通り総統選が行われたためメンバーや支持者が詐欺ではないかと気づき捜査が始まった。
家宅捜索によって現金1億3,000万台湾元と外貨、会員名簿、エアガン9丁、多数の警棒などが見つかった。会員は3万6,000人にも上った。

#### 手口
主に3つの手口から巨額の金を騙し取った。
米国軍政府なる組織から身分証明書などの権限を与えられたと嘘の情報を元にターゲットから各種書類の手数料を1000台湾ドルから数千台湾ドルを徴収していた。
台湾を6つの行政区に分け台湾民政府が優先的に登用すると有料のセミナーで金を騙し取っていた。
米軍より台湾が占領されている、台湾の移管を求めるために訴訟を起こしており勝訴すれば1台湾ドル（約4．6円）が1米ドル（約135円）に交換できるようになると金を騙し取った。

#### 判決
2022年6月裁判所は代表の妻である林梓安に299件の詐欺を認定懲役19年と200万台湾ドルの罰金、団体に不法所得7369万台湾ドルの支払い、他メンバーにも実刑判決を下した。被告であった代表の林志昇は判決前の2019年に自宅での転倒により死亡していたため不起訴となった。

#### その後
台湾民政府は、林梓安らを除名し、「台湾民政府の元秘書長夫人林梓安は自分の特別な身分を利用して汚職と金を吸い、台湾民政府が財を掻くという汚名を冠させ、保釈後、林梓安は亡くなった指導者林志昇秘書長の妻の名で、台湾民政府内部組織法の指導者構造を無視し、私欲を狙った。」と発表した。
また、「ブラックリストに注釈し、後日転換正義委員会は厳しく追及する。」ともした。